# Гассендорф (колонія)
Ґассендорф (нім. Gassendorf) — німецька сільськогосподарська колонія, котра існувала до 1939 року на території сучасного села Уличне. Топонім походить від німецького слова «ґассе» нім. Gasse, що в перекладі означає — «завулок» (в той час як «гассе» (Hasse) означало б «ненависть»).
У 1772 році Галичина перейшла під владу Австрійської імперії. І в цьому ж році, як нову адміністративну одиницю Австрійської імперії було створено Королівство Галичини та Володимирії. У 1782 році австрійським імператором Йосифом II було розпочато колонізаційну програму (див.: Німецькі колонії Галичини), під час якої у 1784 році було засновано колонію Ґассендорф 15 родинами протестантів.  

Згідно з графіком краєзнавця Г. Брауна, впродовж червня 1782—січня 1786 рр. до Галичини переїхало 14,257 осіб; а в 1802-1803 рр. це число доповнили ще 478 осіб (разом — 14,735 поселенців). Зокрема, в період 1783—1784 рр. до східної частини австрійської Галичини було спроваджено німецьких переселенців земель Райнланд-Пфальц (8393 особи), Саарщини (1424), Гессен (1177), Вюртемберг (1060), Баден (760), Баварії (199), Саксонії (50), Ельзас-Лотарингії (416), Люксембургу (69). 
Австрійська програма міґрації німців в Галичину передбачала значне інвестування за рахунок державного бюджету. Міґранти отримували гроші, коней і харчі на дорогу, а з приїздом на визначене місце поселення – безкоштовно землю із правом спадщини, велику рогату худобу, будівельні матеріали, сільськогосподарський реманент, посівні матеріали тощо. Німецькі колоністи звільнялися від сплати державних податків та мали свободу віросповідання. Заходами колонізації планувалося збільшити кількість населення австрійської держави, тому що підданим Австрії (громадянам внутрішніх територій) переселятися принципово не дозволялося 
7 (20) листопада 1917 року, відповідно до Третього Універсалу Української Центральної Ради, увійшло до складу Української Народної Республіки.
З 1 серпня 1934 року при створенні ґміни Стебник в дрогобицькому повіті сільська громада Ґассендорфа ввійшла в склад ґміни разом з сільськими громадами Стебника, Доброгостова, Колпця, Орова, Сільця, Станилі та Уличного. 
25 листопада 1938 р. розпорядженням міністра внутрішніх справ Польщі Ґассендорф перейменовано на Улично Мале.
В колонії існувала кірха та був свій пастор. Поселення було одним з багатьох поселень створених під час колонізаційної програми, розпочатої австрійським імператором Йосифом II, починаючи з 1782 року. Будинки і господарські будівлі будувались в селах з околицями, а ділянки землі були призначені в кожен будинок. Імператор Йосиф II запросив німецьких фермерів мігрувати в периферійні області імперії. Обладнання для ферм, насінне зерно і все необхідне, щоб почати землеробство було надано урядом. Станом на 1 січня 1939 року в колонії проживало 265 німців та 10 українців. 